# غاية (برشلونة)
بلدية غايا (بالكاتالانية: Gaià) هي إحدى بلديات مقاطعة برشلونة، والتي تقع في منطقة كاتالونيا، شرق إسبانيا.
يبلغ عدد سكانها 158 نسمة وفقاً لإحصائية سنة (2007).